# Södervärn
Södervärn is een wijk in het stadsdeel Södra Innerstaden van de Zweedse stad Malmö. De wijk telt 1.571 inwoners (2013) en heeft een oppervlakte van 0,11 km². Södervärn bestaat voornamelijk uit appartementencomplexen die in omstreeks 1900 gebouwd zijn.